# Matthew James
Matthew Lee James, född 22 juli 1991 i Bacup, är en engelsk fotbollsspelare som spelar för Bristol City. Han spelar vanligtvis som mittfältare, men kan också agera försvarare. 

## Karriär
James inledde sin karriär hos Manchester United, där han tillsammans med sin bror Reece kom från klubbens ungdomsakademi. Han lånades ut till Preston North End innan han skrev på ett permanent kontrakt för Leicester 2012.
Den 6 januari 2021 lånades James ut till Coventry City på ett låneavtal över resten av säsongen 2020/2021. Den 23 juni 2021 värvades James av Bristol City, där han skrev på ett treårskontrakt.